# 피터 베이넘
피터 베이넘(영어: Peter Baynham, 1963년 6월 28일 ~ )은 영국 웨일스 출신의 시나리오 작가다.

## 각본 작품 목록
- 보랏: 카자흐스탄 킹카의 미국 문화 빨아들이기(2006)
- 브루노(2009)
- 아서(2011)
- 아더 크리스마스(2011)
- 몬스터 호텔(2012)
- 앨런 파트리지: 알파 파파(2013)
- 그림스비(2016)
- 보랏 속편(2020)